# Pellenes lucidus
Pellenes lucidus là một loài nhện trong họ Salticidae.
Loài này thuộc chi Pellenes. Pellenes lucidus được Dmitri Viktorovich Logunov & Zamanpoore miêu tả năm 2005.